# 金野站 (咸镜南道)
金野站（韓語：금야역）是位于朝鮮民主主義人民共和國咸镜南道金野郡的一個鐵路車站，属于平罗线和金野线。

## 邻近车站
平罗线
玄興站 - 金野站 - 仁兴站
金野线
金野站 - 丰南站